# Ezcaray (Comarca)
Die Comarca Ezcaray ist eine der zwölf Comarcas in der autonomen Gemeinschaft La Rioja.
Die im Westen gelegene Comarca umfasst fünf Gemeinden auf einer Fläche von 250,47 km².

## Gemeinden
| Gemeinde        | Einwohner (2024) | Fläche km² | Dichte Einw./km² | Cod INE | Postleitzahl |
| --------------- | ---------------- | ---------- | ---------------- | ------- | ------------ |
| Ezcaray         | 2.098            | 142,85     | 15               | 26061   | 26280        |
| Ojacastro       | 179              | 44,32      | 4                | 26110   | 26270        |
| Pazuengos       | 25               | 25,12      | 1                | 26113   | 26226        |
| Valgañón        | 132              | 31,74      | 4                | 26162   | 26288        |
| Zorraquín       | 86               | 6,44       | 13               | 26183   | 26288        |
| Comarca Ezcaray | 2.520            | 250,47     | 10               | –       | –            |

1. ↑  Instituto Nacional de Estadística Municipal Register of Spain